# Abdolghaffar Saghar
Abdolghaffar Saghar (persisch عبدالغفار ساغر; * 22. März 1974) ist ein ehemaliger iranischer Leichtathlet, der sich auf den Sprint spezialisiert hat. Seinen größten Erfolg feierte er mit dem Sieg bei den Hallenasienmeisterschaften 2004 über 60 Meter.

## Sportliche Laufbahn
Erste Erfahrungen bei internationalen Meisterschaften sammelte Abdolghaffar Saghar vermutlich im Jahr 1997, als er bei den Westasienspielen in Teheran in 10,87 s die Silbermedaille im 100-Meter-Lauf hinter dem Kuwaiter Musaed al-Azemi gewann und sich mit der iranischen 4-mal-100-Meter-Staffel in 43,87 s die Silbermedaille hinter dem Team aus Kuwait sicherte. 2000 schied er bei den Asienmeisterschaften in Jakarta mit 10,87 s in der Vorrunde über 100 Meter aus und im 200-Meter-Lauf schied er mit 21,88 s im Halbfinale aus. 2003 klassierte er sich bei den Asienmeisterschaften in Manila mit 10,55 s auf dem achten Platz über 100 Meter und im Jahr darauf siegte er in 6,76 s bei den erstmals ausgetragenen Hallenasienmeisterschaften in Teheran im 60-Meter-Lauf. Im Juli 2007 bestritt er seinen letzten offiziellen Wettkampf und beendete daraufhin seine aktive sportliche Karriere im Alter von 33 Jahren.
2004 wurde Saghar iranischer Hallenmeister im 60-Meter-Lauf.

## Persönliche Bestzeiten
- 100 Meter: 10,29 s (+0,6 m/s), 8. August 2003 in Budapest
  - 60 Meter (Halle): 6,76 s, 6. Februar 2004 in Teheran
- 200 Meter: 21,43 s, 23. August 2002 in Maschhad